# Тимофеєв Олександр Денисович
Олександр Денисович Тимофеєв (нар. 19??) — радянський футбольний тренер.

## Кар'єра тренера
У 1957 році працював на посаді технічного директора запорізького «Металурга», а з липня й до кінця 1959 року очолював запорізьку команду.